# Fabryjeva bolezen
Fabryjeva bolezen ali difuzni angiokeratom, tudi angiokeratoma corporis diffusum, je redka dedna presnovna bolezen, ki jo povzroči mutacija gena GLA, ki nosi zapis za encim alfa-galaktozidazo. Pomanjkanje tega encima povzroči kopičenje glikolipida globotriaosilceramida v tkivih, kar vodi v motnje njihovega delovanja. Gen za alfa-galaktozidazo se nahaja na kromosomu X, bolezen se deduje recesivno. Moških bolnikov je več, ker imajo en kromosom X, zato zbolijo ob eni mutirani kopiji gena. Ženske so v večini primerov le prenašalke z enim nemutiranim genom na drugem kromosomu X. Ženske največkrat zbolijo, če so homozigotne, torej z okvarjenima obema kopijama gena, v redkih primerih pa se simptomi pojavijo tudi pri prenašalkah, če pride do inaktivacije neokvarjene kopije gena.

## Zgodovina
Bolezen sta leta 1898 neodvisno drug od drugega opisala dermatologa dr. Fabry iz Nemčije in dr. Anderson iz Anglije na podlagi kožnih sprememb. Roscoe Brady je leta 1967 odkril, da gre za presnovno motnjo zaradi odsotnosti encima, ki je bil leta 1970 identificiran kot alfa-galaktozidaza. Leta 1968 je John Opitz s sodelavci opisal genetsko osnovo izražanja bolezni, gen pa je bil natančno identificiran leta 1986.

## Simptomi
Simptomi bolezni so nespecifični, pojavijo se v zgodnjem otroštvu in se tekom življenja stopnjujejo. Brez zdravljenja je največja življenjska doba bolnikov okrog 50 let pri moških in 70 let pri ženskah. Pogost simptom je pekoča bolečina v okončinah (nevropatija), ki je verjetno posledica poškodb bolečinskih živcev. Resnejši so zapleti z ledvicami, ki se prav tako slabšajo s staranjem in lahko vodijo do popolne odpovedi ledvic – ta je pogost vzrok smrti pri bolnikih. Zaradi nalaganja glikolipidov v tkivih obtočil pride tudi do povišanja krvnega pritiska (hipertenzije) in slabšanja delovanja srčne mišice (kardiomiopatije), ki lahko vodi v odpoved srca. Drugi možni simptomi so še nezmožnost potenja, drobna neboleča znamenja rdeče barve (angiokeratomi) po različnih delih telesa (odtod ime »angiokeratoma corporis diffusum«), zvenenje v ušesih (tinitus), kronična utrujenost, vrtoglavica, motnost roženice v očesu itd.

## Pojavnost
Ocenjujejo, da je pojavnost Fabryjeve bolezni pri ljudeh 1:117.000 (pri moških 1:40.000), zato je uvrščena med redke bolezni. Zaradi nespecifičnih simptomov je diagnoza težavna, potrjuje se z genetskim testom. Druga možnost je preskus aktivnosti alfa-galaktozidaze v krvni plazmi, ki pa je zaradi nepredvidljivega izražanja zdravega gena pri ženskah nezanesljiv. Prvi simptomi bolezni v zgodnjem otroštvu nekoliko potihnejo, diagnoza pediatrov pa je najpogosteje napačna. Pri večini bolnikov odkrijejo bolezen v tridesetih letih starosti, ko začnejo odpovedovati organi.
V Sloveniji je znanih 44 bolnikov s Fabryjevo boleznijo, kar je glede na število prebivalcev več od svetovnega povprečja oz. celo eden najvišjih deležev obolelih med vsemi državami. Prvega bolnika so odkrili leta 1991 zdravniki Splošne bolnišnice Slovenj Gradec in ob preventivnem testiranju članov njegove družine še 16 drugih. V tej bolnišnici je kasneje nastal slovenski center za zdravljenje.

## Zdravljenje
Do začetka 21. stoletja so bolnikom zgolj lajšali posamezne simptome. Fabryjeva bolezen je še vedno neozdravljiva, vendar simptome uspešno odpravljajo z nadomestkom encima alfa-galaktozidaze, ki ga pridobivajo s tehnologijo rekombinantne DNK v laboratoriju. Bolniki dobijo odmerek encima vsak drugi teden, lahko si ga vbrizgavajo tudi sami. Največja težava ostaja cena zdravljenja, saj je proizvodnja encima draga zaradi majhnega števila uporabnikov.
Pozornost posvečajo tudi psihičnim vidikom bolezni, saj so mnogi bolniki označeni za težavne otroke preden je postavljena diagnoza, kar lahko vodi v travme.